# Tiden som finns kvar
Tiden som finns kvar (Franska: Le Temps qui reste) är en fransk film från 2005 regisserad av François Ozon. Den visades vid Filmfestivalen i Cannes 2005.

## Handling
Romain är en ung fotograf som en dag får reda på att han drabbats av en dödlig sjukdom, och bara har månader kvar att leva. Han bestämmer sig för att avstå behandling och den enda som Romain delger sitt tillstånd är hans farmor, Laura.

## Om filmen
I Sverige fick Tiden som finns kvar premiär 5 maj 2006. Filmen gavs ut på DVD på hösten samma år.